# Maria Cunigunde van Saksen

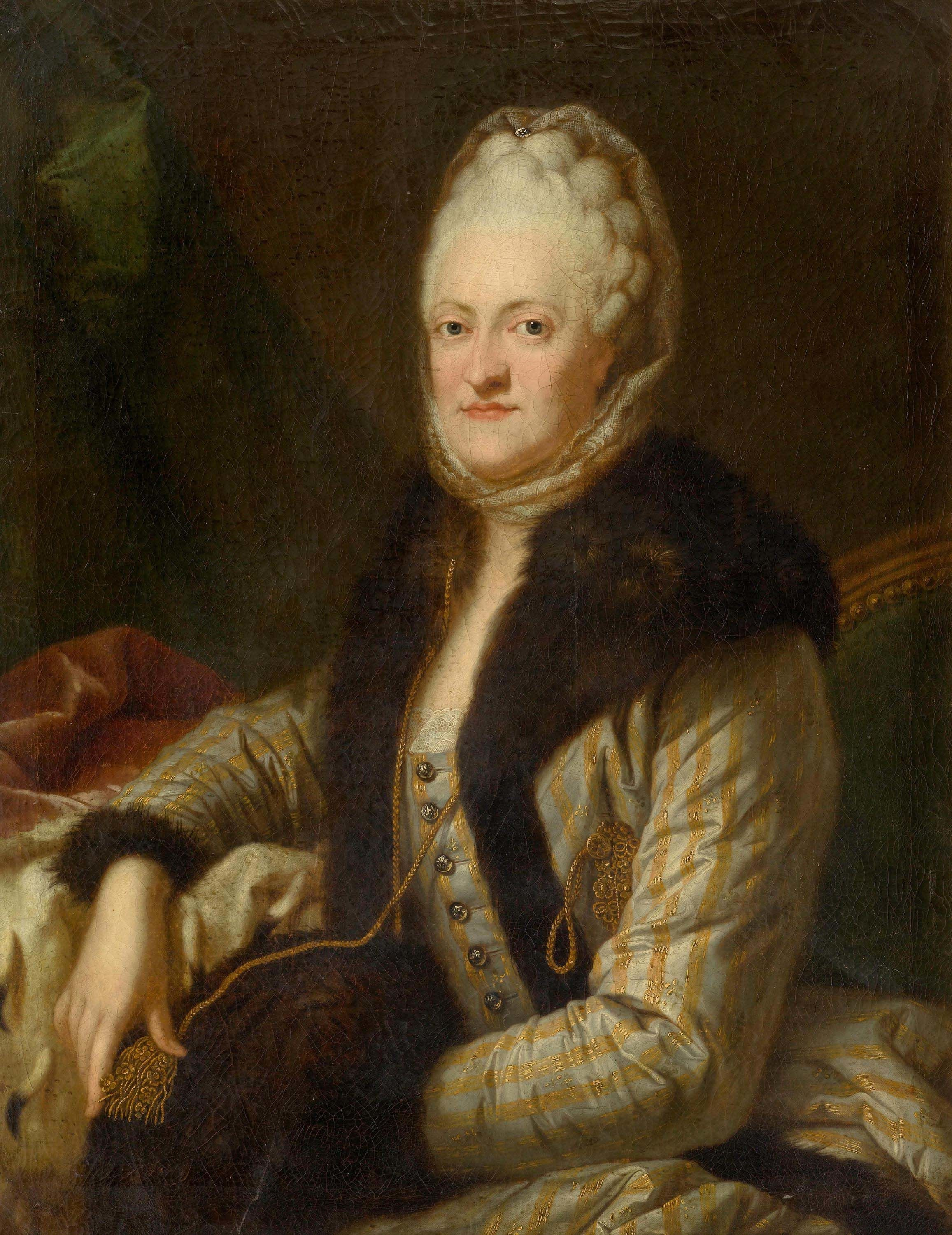

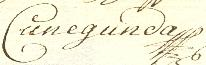
Miniatuur en handtekening Maria Cunigunde van Saksen

Maria Cunigunde van Saksen, prinses van Polen, Litouwen en Saksen (Warschau, 10 november 1740 — Dresden, 8 april 1826) was een Duitse prinses uit het Huis Wettin. Ze was onder meer de laatste abdis van Thorn en Essen. Later ontpopte ze zich als handige zakenvrouw.

## Levensbeschrijving
Maria Cunigunde was van koninklijken bloede. Ze was het 14e en laatste kind van Frederik August II, keurvorst van Saksen en koning van Polen, en Maria Josepha van Oostenrijk. Na een gedegen opleiding, waarin zij onder andere Latijn, Frans en Pools leerde, zocht men een geschikte huwelijkspartner voor haar. In 1764 werd een geheime ontmoeting georganiseerd tussen haar en de latere Roomse keizer Jozef II. Dit liep uit op een mislukking en doordat dit nieuws in heel Europa bekend raakte, werd het onmogelijk om voor Maria Cunigunde nog een partner te vinden.
Ter compensatie verlangde het Saksische hof van het Weense hof dat voor Maria Cunigunde een positie als abdis in een rijksonmiddellijke abdij beschikbaar gesteld werd, waarbij al snel de stiften van Munsterbilzen, Thorn en Essen in beeld kwamen. In 1766 trad Maria Cunigunde als stiftsdame (kanunnikes) in bij het Stift Munsterbilzen, waar de abdis Antoinette van Eltz-Kempenich bereid was af te treden, maar uiteindelijk weigerde dekanes Sofia von Stadion-Tannhausen mee te werken. Maria Cunigunde verbleef in die tijd meestal bij haar broer Clemens Wenceslaus (1739-1812), aartsbisschop en keurvorst van Trier, aan het prachtvolle hof in Koblenz, waar zij enige malen door de hofminiaturist Franz Joseph Noortwyck werd geportretteerd.
Pas in 1775 lukte het om Maria Cunigunde als coadjutor van de abdis Francisca Christiana van Palts-Sulzbach van de stiften Thorn en Essen. In 1776 werd ze tot abdis van zowel Thorn als Essen benoemd, beide rijksabdijen met kapittels van hoogadellijke dames, die tevens ministaatjes vormden binnen het Heilige Roomse Rijk. Op 8 oktober 1777 hield ze haar intrede in Essen, maar was de volgende dag alweer vertrokken, waarschijnlijk vanwege de slechte staat van de abdijgebouwen en het provinciale karakter van de stad. In 1794 ondertekende zij in Essen, na jarenlange strijd, een document dat als de eerste (en enige) grondwet van het sticht gezien kan worden. Ook op andere gebieden ondervond zij in Essen weinig medewerking.
Als abdis was Maria Cunigunde vorstin van het Heilige Roomse Rijk en had onder meer zitting in de Duitse Rijksdag. Zij kwam slechts eenmaal naar Thorn en wel om enkele Bokkenrijders vrij te laten. In 1794 verloor ze haar regeringsmacht in Thorn toen haar minuscule grondgebied, ingeklemd tussen het Prinsbisdom Luik, de Oostenrijkse Nederlanden en de Republiek der Nederlanden, werd veroverd door de troepen van het revolutionaire Frankrijk. De Abdij van Thorn werd opgeheven en het Abdijvorstendom Thorn gemediatiseerd. De stiftsdames vluchtten naar Essen, maar daar gebeurde korte tijd later hetzelfde (door de Pruisische veroveringen van 1801-1802) hetzelfde, waarmee Maria Cunigunde haar vooraanstaande positie kwijt was. Ze deelde dit lot met haar broer in Keur-Trier, waarmee ze daarna voornamelijk in het Beierse Marktoberdorf resideerde. Overigens ontving ze wel een jaarlijkse toelage van 6.500 rijksdaalders van de Pruisische staat voor het verlies van Essen.
Als abdis had Maria Cunigonde zich al ontpopt als zakenvrouw. Zo liet zij op eigen kosten een steenweg (chaussee) aanleggen, die het Pruisische Graafschap Mark via Essen met het eveneens Pruisische Wesel verbond, waarna ze jaarlijks 1.700 rijksdaalders aan tol incasseerde. In 1803 verkocht ze de weg voor 45.000 rijksdaalders aan het Koninkrijk Pruisen. Doordat ze investeerde in enkele hoogovens, geldt ze tevens als een pionier van de zware industrie in het Ruhrgebied. Haar aandeel hierin verkocht ze in 1805 voor 23.800 rijksdaalders.
Nadat haar broer Clemens Wenceslaus in 1812 was overleden, trok Maria Cunigunde zich terug aan het Dresdener hof, waar ze bij haar neef Frederik August I van Saksen logeerde. Op 30 juli 1819 benoemde de Spaanse koning haar tot Dame in de Maria-Louisa-orde. Ook was ze lid van de Orde van het Sterrenkruis. Op 8 april 1826 overleed Maria Cunigunde te Dresden, waar ze drie dagen later bij haar voorouders in de grote grafkelder van de Katholische Hofkirche werd bijgezet.

## Nalatenschap
In haar testament uit 1821 gaf Maria Cunigunde ervan blijk dat ze het stift in Essen, ondanks het feit dat ze daar sinds 1794 niet meer was geweest, niet was vergeten. Onder meer haar secretaris, haar lijfarts, de koetsier, de kok en de verzorgster van het linnengoed, kregen allen een ruimte toelage uit de erfenis.
Op een groot kruisbeeld op de oude katholieke begraafplaats van Dresden staat de inscriptie "Maria Kunigunde Herzogin zu Sachsen, Äbtissin zu Essen und Thorn geboren am 10. November 1740 gestorben den 8. April 1826 bittet die Vorübergehenden für sie zu beten".
In de kapittelzaal van de Sint-Michaëlskerk in Thorn hangt een geschilderd portret van Maria Cunigunde. Andere portretten bevinden zich in diverse collecties in Duitsland, waaronder een portret van haar op jeugdige leeftijd van Pietro Rotari uit ca. 1755 in de Gemäldegalerie Alte Meister in Dresden.
In september 2021 deed het Limburgs Museum in Venlo een aankoop van een schilderij van haar rond 1740.

## Galerij

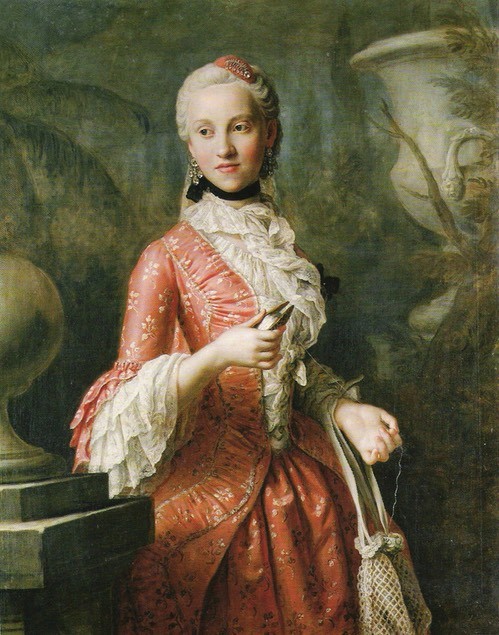
Portret in Dresden, 1755?
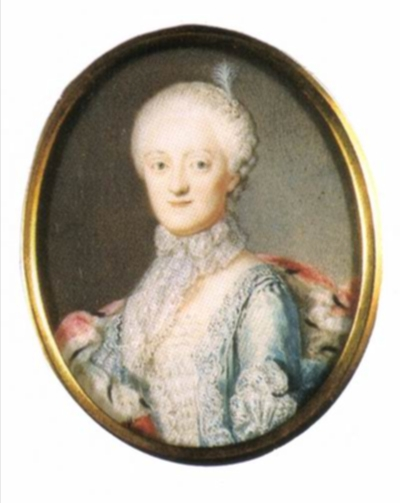
Portret als jonge vrouw
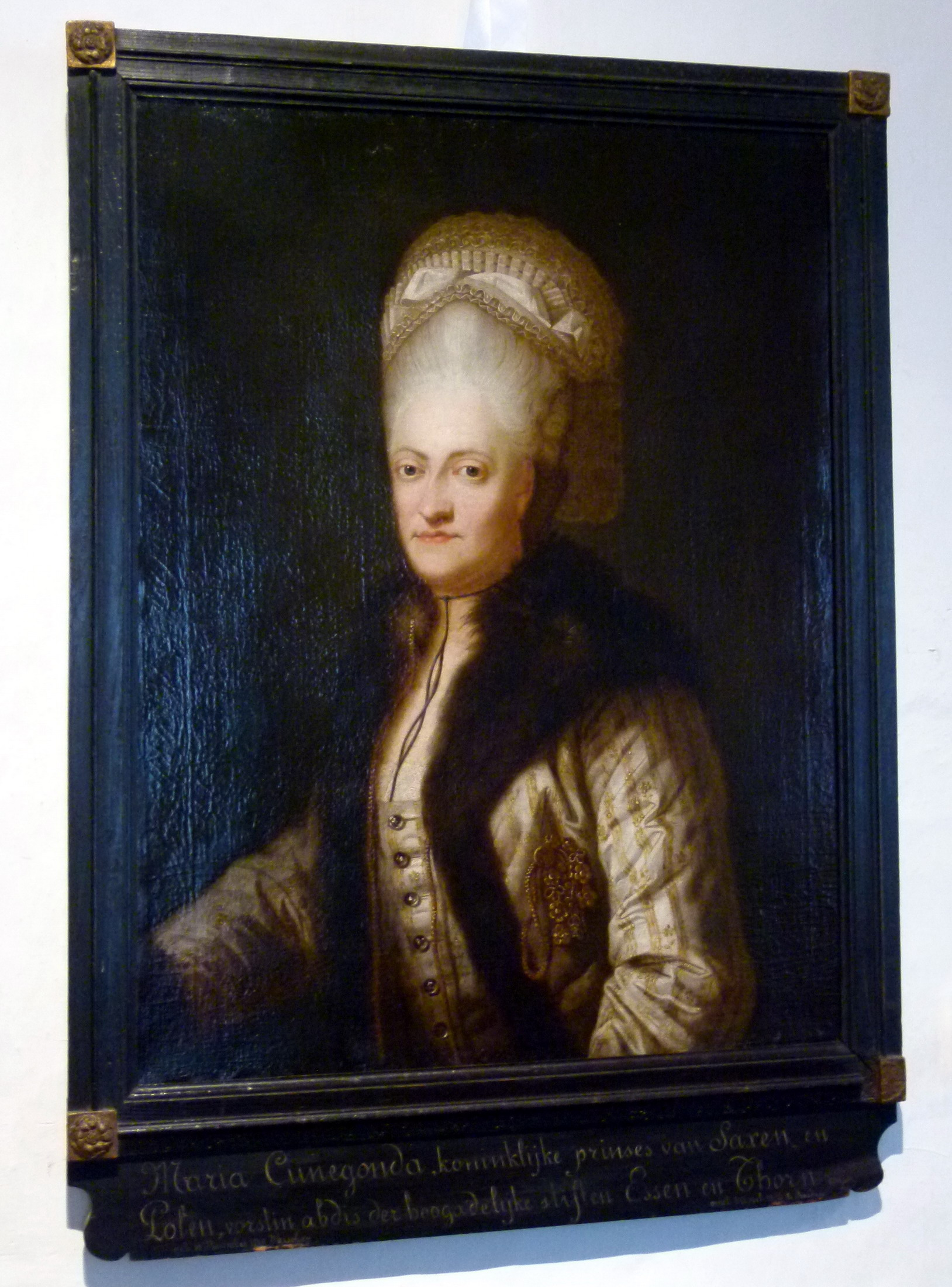
Portret in Thorn
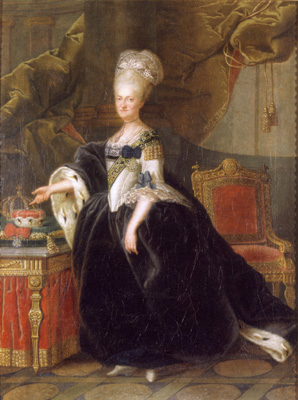
Portret in Essen, ca. 1805
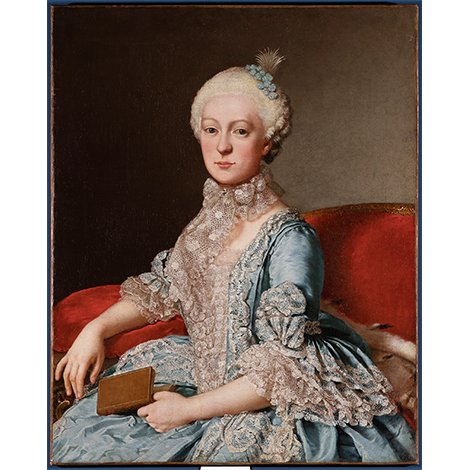
Portret van de jonge Maria Cunigonde van Saksen (ca. 1740)